# 1A busz (Zalaegerszeg)
A zalaegerszegi 1A jelzésű autóbusz az Autóbusz-állomás és az Andráshida, sportpálya megállóhelyek között közlekedik, egy irányban. A vonalat a Volánbusz üzemelteti.

## Útvonala
| Andráshida, sportpálya felé |
| --- |
| Autóbusz-állomás – Stadion utca – Balatoni út – Kazinczy tér – Rákóczi Ferenc utca – Ola utca – Hock János utca – Körmendi út – Novák Mihály utca – Andráshida, sportpálya |

## Megállóhelyei
| 0  | Autóbusz-állomás induló végállomás       |                                                          | autóbusz-állomás, rendőrség, Zala Plaza, sportcsarnok                                          |
| 2  | Kazinczy tér                             | 1, 1E, 1U, 1Y, 10, 10C, 10E, 10Y, 24, 26, 30, 30C, C2    | Kazinczy tér, Széchenyi tér, Mária Magdolna templom, Göcseji Múzeum, Zalaegerszegi Törvényszék |
| 4  | Zrínyi Gimnázium                         | 1, 1E, 1U, 1Y, 10, 10C, 10Y, 11, 11A, 11Y, 24, 26        | Zrínyi Miklós Gimnázium, tűzoltóság, Csány László Közgazdasági Szakközépiskola                 |
| 5  | Olai templom (Interspar)                 | 1, 1E, 1U, 1Y, 10, 10C, 10E, 10Y, 11, 11A, 11Y, 24, 26   | Jézus Szíve templom, Kölcsey Ferenc Gimnázium, Interspar                                       |
| 7  | Ola, temető                              | 1, 1E, 1U, 1Y, 10, 10Y, 11, 11A, 11Y, 24, 48, 69, C1, C4 | Olai temető, Göcseji Falumúzeum, Olajipari Múzeum                                              |
| 8  | Malom utca (Zala Bútor)                  | 1, 1E, 1U, 1Y, 24, 69, C1                                |                                                                                                |
| 9  | Kiskondás étterem                        | 1, 1E, 1U, 1Y, 24, 69, C1                                |                                                                                                |
| 10 | Hock János utca (Bíbor utca)             | 1, 1E, 1U, 1Y, 24, 69, C1                                |                                                                                                |
| 12 | Teskándi elágazó                         | 1, 1E, 1U, 1Y, 24, 69, C1                                |                                                                                                |
| 13 | Andráshida, bolt                         | 1, 1E, 1U, 24, 69, C1                                    |                                                                                                |
| 14 | Andráshida, Novák Mihály utca            | 1, 1E, 1U, 1Y, 24, C1                                    | Magnetic Áruház                                                                                |
| 15 | Andráshida, sportpálya érkező végállomás | 1, 1E, 1U, 1Y, 69, C1                                    | sportpálya                                                                                     |